# فريتشلي
فريتشلي (بالإنجليزية: Fritchley) هي قرية صغيرة تقع في مقاطعة ديربيشير، إنجلترا. تقع القرية إلى الجنوب من كريتش، وإلى الشمال من أمبرغيت، وتتبع إداريًا كريتش.

## المعالم والمرافق
إلى الشرق من القرية تقع أطلال طاحونة هوائية تاريخية، تُعد من المعالم المحلية الباقية. كما تضم فريتشلي كنيسة تجمعية نشطة، وبيت لقاء كويكرز يستضيف اجتماعات دينية منتظمة.
يوجد في القرية حانة واحدة تُعرف باسم ذا ريد لايون (الأسد الأحمر)، في حين أن مكتب البريد المحلي قد أُغلق في عام 2009.

## الفعاليات المحلية
تُعرف فريتشلي باستضافتها مهرجان البخار السنوي في شهر أغسطس، حيث تُعرض فيه محركات بخارية ومركبات تراثية، ويجذب الحدث زوارًا من مناطق مجاورة.

## وصلات خارجية
- بيت لقاء الكويكرز في فريتشلي – موقع تراث ديربيشير
- أطلال طاحونة فريتشلي – Heritage Gateway